# Marek Balík
Marek Balík (* 1. srpna 1983) je český basketbalista hrající Národní basketbalovou ligu za tým BK Děčín. Hraje na pozici rozehrávače. Má také trenérské zkušenosti. V sezóně 2009-2011 vedl velice úspěšný tým BK Juniorku Děčín.
Je vysoký 195 cm, váží 90 kg.

## Kariéra
- 2000 - 2007 : BK Děčín

## Statistiky
| Sezóna   | Soutěž      | Odehrané minuty | Průměr na zápas | Body | Průměr na zápas |
| -------- | ----------- | --------------- | --------------- | ---- | --------------- |
| 2000/01  | Mattoni NBL | 87.8            | 14.6            | 18   | 3.0             |
| 2001/02  | Mattoni NBL | 358.6           | 18.9            | 110  | 5.8             |
| 2002/03  | Mattoni NBL | 566.7           | 16.2            | 169  | 4.8             |
| 2003/04  | Mattoni NBL | 692.2           | 22.3            | 218  | 7.0             |
| 2004/05  | Mattoni NBL | 320.9           | 18.9            | 124  | 7.3             |
| 2005/06  | Mattoni NBL | 861.4           | 22.1            | 302  | 7.7             |
| 2005/06  | Český pohár | 24.5            | 12.2            | 7    | 3.5             |
| 2006/07* | Mattoni NBL | 313.9           | 17.4            | 94   | 5.2             |

 *Rozehraná sezóna - údaje k 20.1.2007 